# 蚊尾洲
蚊尾洲位于珠江口外佳蓬列島西南端，是珠江口外最南端的岛屿。东距平洲岛2.8公里，东北距黄茅洲岛1.95公里，北距香港58.2公里。面积0.022平方公里。属中国珠海市万山海洋开发试验区担杆镇，位於香港西南，離必達碼頭34哩。该岛是佳蓬列岛中排列最尾的小岛，当地渔民说的“蚊尾”即最尾之意。其英文名「Gap Rock」意即「窄石」，因島中有一窄道，故名。地表为花岗岩，无植被。地势南高北低。沿岸均为危崖。近岸水域内有多处暗礁。岛南高地是个独立岩峰，上有一燈塔，稱「蚊尾洲燈塔」。可为进出广州、香港船只导航。北島有一直升機坪。
抗日战争初期，港英在岛西岸建有栈桥式钢筋水泥码头2座，均较高，小船靠泊困难；外国船只入香港，均在此停泊收引航费。1950年5月25日至8月4日解放万山群岛战役，仅蚊尾洲仍被国军控制。1950年12月7日，解放军中南军区海军舰艇4艘（“Y3”扫雷舰）及珠江军分区炮兵团所属160余人，发动蚊尾洲登陆作战。
21°48′49.5″N 113°56′15.7848″E / 21.813750°N 113.937718000°E